# Circonscriptions électorales de la province d'Izmir

Province d'Izmir

Les circonscriptions électorales de la province d'Izmir sont un découpage constitué de deux secteurs (seçim çevresi) constitué de districts (ilçe). Istanbul, Ankara, Bursa et Izmir sont les quatre seules provinces de Turquie à avoir un découpage interne pour les élections législatives en raison de leur taille. Dans tous les autres cas, les circonscriptions électorales se font à l'échelle des provinces.

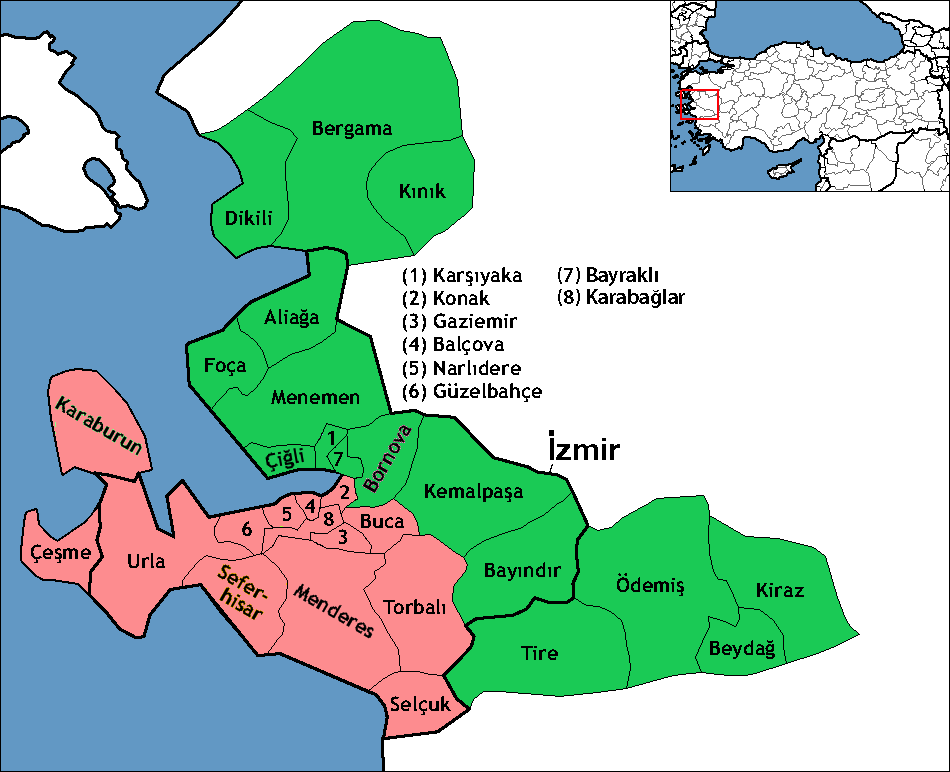
Répartition des districts en 2 circonscriptions électorales